# Sofia Tolis
Sofia Maria Vasiliki Tolis, född 6 januari 1968 i Stockholm, är en svensk konstnär och poet. 

## Biografi
Sofia Tolis föddes i Stockholm som dotter till en svensk mot och grekisk far.
Tolis utbildade sig vid Nordens Folkhögskola Biskops-Arnös författarlinje 1990–1991 och 2002–2003 samt på Konstfack i Stockholm 1993–1999, till en master i konst. 
Sedan konstutställningen 1999, Ett rum med utsikt, har hon haft flera soloutställningar och medverkat i grupputställningar i Sverige såväl som internationellt. Hon har också haft flera publicerade texter i antologier, litterära tidskrifter och kulturmagasin, med början 1992 i Ordfront magasin med kortprosatexten Fyra tomma stolar.
Åren 2004–2006 studerade Tolis  litteraturvetenskap vid Södertörns högskola.
Tolis var medlem av redaktionsrådet för tidskriften Balder från 2011. 

## Verk i urval
- 1999 Ett rum med utsikt,  en konstinstallation med ljudinstallationen Minsta lilla vattenväska
- 1999 & 2005 Minsta lilla vattenväska [1], medverkan i Britt Edwalls program om ljudpoeter
- 2000 Texter i rummet, en konstinstallation om Sylvia Plath
- 2001 Språk är ett virus från yttre rymden, framförande av dikter bland konstverken
- 2005 AREAS: Minnesplatser, en konstinstallation
- 2010 Anatomie de ma mère / Min mammas anatomi,[2] en konstinstallation
- 2011 Men varför skriar du nu så högt?, en konstinstallation
- 2014 Hemmets lämningar som minnesströmmar[3], en konstinstallation
- 2014 Search! / Sök!, en konstinstallation
- 2017 Min familj är min familj är min familj[4], en konstinstallation
- 2019 I look at myself / Jag ser på mig själv, en konstinstallation
- 2020 Konstnärens Mekka[5], en konstinstallation om konstnärens situation i samhället